# マーマデューク・ラングデイル (第2代ホームのラングデイル男爵)
第2代ホームのラングデイル男爵マーマデューク・ラングデイル（英語: Marmaduke Langdale, 2nd Baron Langdale of Holme, 1628年1月14日 - 1703年2月25日）は、イングランド貴族。

## 生涯
初代ホームのラングデイル男爵マーマデューク・ラングデイルとレノックス・ローズ（Lenox Rodes、1639年7月22日没、サー・ジョン・ローズの娘）の息子として、1628年1月14日にノース・ドルトンで生まれ、28日に同地で洗礼を受けた。
1661年8月5日に父が死去すると、ホームのラングデイル男爵の爵位を継承した。
1687年1月から2月までラングデイルの騎兵連隊隊長を務め、同年から1689年までキングストン＝アポン＝ハル総督を務めた。ジェームズ2世が名誉革命で廃位されるとラングデイル男爵も投獄され、1690年7月14日には反逆罪で正式に逮捕を宣告されたが、後に出国して、1698年1月25日に帰国許可を受けた。
1703年2月25日に死去、サンクトンで埋葬された。長男マーマデュークが爵位を継承した。

## 家族
エリザベス・サヴェージ（Elizabeth Savage、1685年3月23日以降没、トマス・サヴェージの娘）と結婚して、3男3女をもうけた。
- マーマデューク（1718年没） - 第3代ホームのラングデイル男爵
- フィリップ - 子供なし
- ピーター - 子供なし
- ジェーン - マイケル・アン（Michael Anne）と結婚
- エリザベス - 第3代準男爵サー・ヒュー・スミソンと結婚、子供あり
- ブリジット（Bridget）